# Picnometro

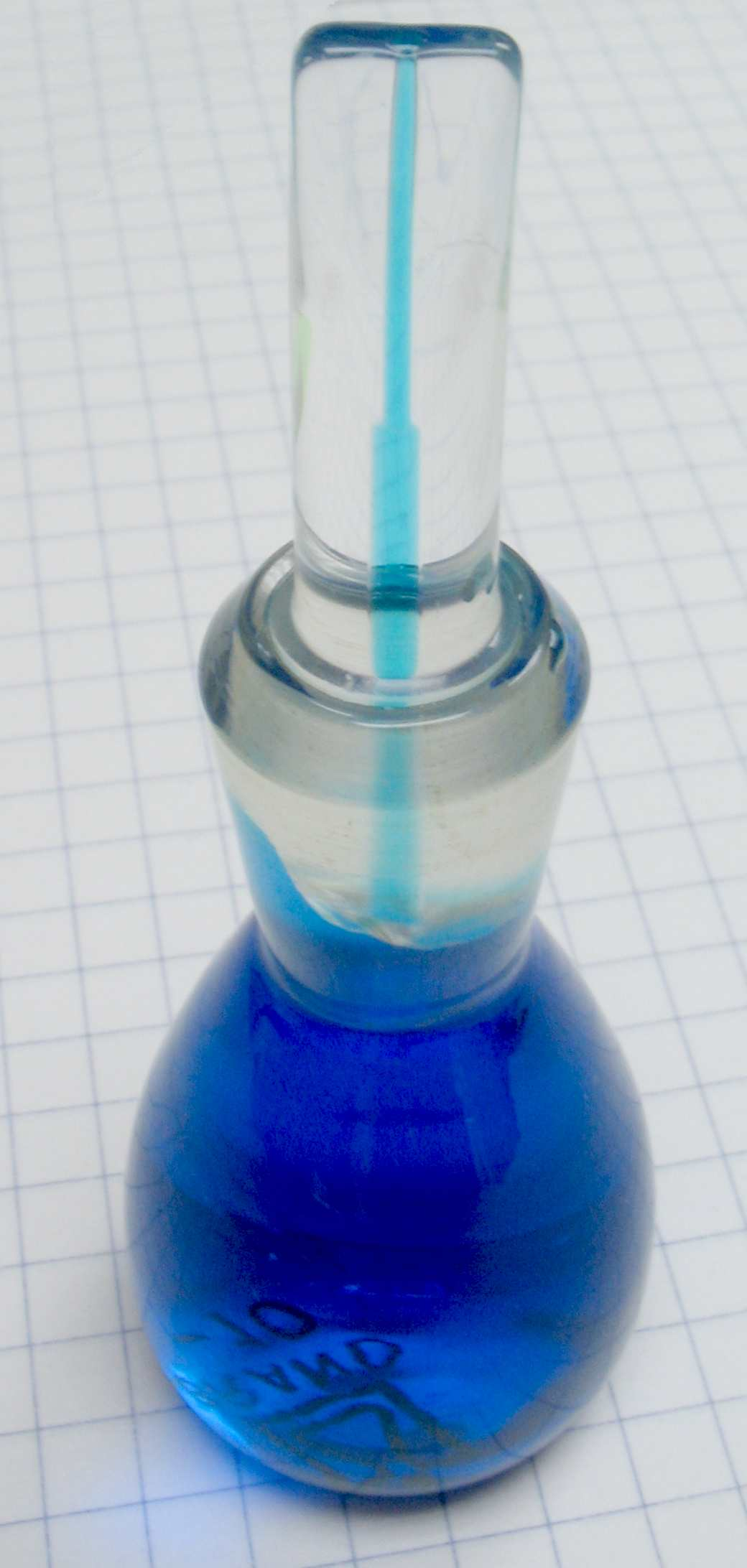
Picnometro.

Il picnometro (dal greco πυκνός (piknos), "denso") è uno strumento usato per la determinazione della densità di un materiale. La densità, o massa volumica, è definita come rapporto tra la massa del campione e il volume dello stesso.

## Conformazione dello strumento
Il picnometro è un piccolo recipiente, generalmente in vetro, chiuso da un tappo dotato di capillare ed un riferimento per definire il livello di liquido costante. La misurazione della densità di un campione solido, effettuata con questo strumento, richiede le seguenti fasi:
1. si misura la massa del picnometro riempito con acqua distillata ad una certa temperatura con l'ausilio di una bilancia di precisione ({\displaystyle m_{1}});
2. si misura la massa del picnometro con accanto il campione da misurare ({\displaystyle m_{2}=m_{1}+m_{x}});
3. si introduce il campione all'interno del picnometro riportando il livello dell'acqua al segno di riferimento (repere);
4. si misura la massa del picnometro col campione all'interno ({\displaystyle m_{3}}).

Questa misura sarà accurata solamente per campioni che non assorbono acqua.

## Calcolo della densità
La densità {\displaystyle \rho } viene calcolata con la seguente formula:
{\displaystyle \rho =\rho _{acqua}{\frac {m_{2}-m_{1}}{m_{2}-m_{3}}}}

## Standard delle misure
Il picnometro è impiegato negli standard:
- ISO 1183-1:2004
- ISO 1014-1985
- ASTM D854